# Andrea Falconieri
Andrea Falconieri (Napels, ca. 1585 - Napels, 29 juli 1656) was een Italiaans componist, luitenist, teorbist en gitarist uit de zeventiende eeuw. Hij was een tijdgenoot van onder meer Girolamo Frescobaldi, Johannes Hieronymus Kapsberger en Alessandro Piccinini.
Over zijn leven is weinig bekend. Hij was actief aan verschillende Italiaanse hoven. Vanaf 1604 was hij in dienst van hertog Ranuccio I Farnese in Parma. Hij werd in 1610 officieel luitenist aan het hof, maar verdween er plots in 1614. Rond 1616 ging hij naar Florence. Hij publiceerde in 1616 zijn eerste boek met vocale composities (villanelles), Primo libro di Villanelle, opgedragen aan kardinaal de Medici.  Ze waren geschreven in de toentertijd nieuwe monodie-stijl. Een aantal andere werken zijn verloren gegaan. In 1620 en 1621 was hij in Modena, en tussen 1621 en 1628 verbleef hij in Frankrijk en Spanje. 
In de periode tussen 1632 en 1637 werkte hij in Genua. Vanaf 1639 was Falconieri als luitenist verbonden aan het koninklijk hof van Napels, dat toen tot het Spaanse Rijk behoorde. Hij werd er in 1648 kapelmeester en bleef dit tot hij stierf aan de pest in 1656.  In 1650 verscheen van hem een collectie instrumentale dansen van verschillende vormen voor een tot drie instrumenten met basso continuo: Il Libro Primo di Canzone, Sinfonie, Fantasie, Capricci, Brandi, Correnti, Gagliarde, Alemane, volte per violini, viole overo altro strumento á uno, due, et tré con il basso continuo. Het werk was opgedragen aan de Spaanse koning Filips IV.